# UEFA Champions League 2006/07 (1/8 finale) Manchester United - OSC Lille
Deze pagina is een subpagina van het artikel UEFA Champions League 2006/07. Hierin wordt de wedstrijd in de 1/8 finale tussen Manchester United en OSC Lille gespeeld op 7 maart nader uitgelicht.

## Wedstrijdgegevens
| Datum                | 7 maart 2007                                               | 7 maart 2007                                               |
| Stadion              | Old Trafford, Manchester                                   | Old Trafford, Manchester                                   |
| Toeschouwers         | 75.182                                                     | 75.182                                                     |
| Scheidsrechter       | Luis Medina Cantalejo ESP                                  | Luis Medina Cantalejo ESP                                  |
| Assistenten          | Victoriano Giraldez Carrasco ESP Jesus Calvo Guadamuro ESP | Victoriano Giraldez Carrasco ESP Jesus Calvo Guadamuro ESP |
| Vierde man           | Alfonso Perez Burrull ESP                                  | Alfonso Perez Burrull ESP                                  |
| Man van de wedstrijd | Henrik Larsson (Manchester United)                         | Henrik Larsson (Manchester United)                         |
|                      | Manchester United                                          | OSC Lille                                                  |
| Doelpunten           | 1                                                          | 0                                                          |
| Gele kaarten         | 2                                                          | 4                                                          |
| Rode kaarten         | 0                                                          | 0                                                          |
| Wissels              | 3                                                          | 3                                                          |
| Schoten op doel      | 4                                                          | 6                                                          |
| Schoten naast doel   | 3                                                          | 7                                                          |
| Overtredingen        | 17                                                         | 17                                                         |
| Hoekschoppen         | 4                                                          | 2                                                          |
| Buitenspel           | 1                                                          | 2                                                          |
| Strafschoppen        | 0                                                          | 0                                                          |
| Balbezit (tijd)      | 30 min                                                     | 24 min                                                     |
| Balbezit (%)         | 55%                                                        | 45%                                                        |

| Manchester United | 1-0            | OSC Lille |
| 17' Henrik Larsson | goals (assist) | |
| Alex Ferguson | coach          | Claude Puel |
| Edwin van der Sar Gary Neville Rio Ferdinand Cristiano Ronaldo ( 74') Wayne Rooney ( 81') Nemanja Vidić Michael Carrick Henrik Larsson ( 81') Paul Scholes John O'Shea Mickaël Silvestre | Opstellingen   | Tony Sylva Efstathios Tavlaridis Michel Bastos ( 46') Peter Odemwingie ( 74') Jean II Makoun Grégory Tafforeau Matthieu Chalmé Kader Keita Nicolas Plestan Stéphane Dumont ( 74') Ludovic Obraniak |
| Kieran Richardson ( 74') Alan Smith ( 81') Park Ji Sung ( 81') | Wissels        | Mathieu Debuchy ( 46') Kevin Mirallas ( 74') Nicolas Fauvergue ( 74') |
| 41' Cristiano Ronaldo 86' Kieran Richardson | gele kaarten   | 30' Jean II Makoun 36' Matthieu Chalmé 50' Grégory Tafforeau 62' Nicolas Plestan |
| | rode kaarten   | |